# Ewa Rzetelska-Feleszko
Ewa Rzetelska-Feleszko (geboren am 14. Mai 1932 in Warschau; gestorben am 22. Februar 2009 ebenda) war eine polnische Linguistin, Dialektologin und Namenkundlerin. Im Zentrum ihrer Forschung standen die Toponyme der westslawischen Sprachen, insbesondere des Polnischen und der anderen lechischen Sprachen, darunter das Polabische. Außerdem befasste sie sich mit deutschem Namengut auf polnischem Territorium.

## Werdegang
Rzetelska-Feleszko verbrachte nach Beendigung ihres Studiums an der Jagiellonen-Universität in Krakau 1955 fast ihr gesamtes wissenschaftliches Leben am Institut für Slavistik der Polnischen Akademie der Wissenschaften in Warschau, wo ihr akademischer Lehrer Zdzisław Stieber ihren Weg in die Forschung unterstützte und sie für die Arbeit am Sprachatlas des Kaschubischen und benachbarter Dialekte (polnisch: Atlas językowy Kaszubszczyzny i dialektów sąsiednich) und damit für die Erforschung der Sprachen und Dialekte Westpommerns gewann. Bereits ihre Dissertation zu den frühesten Lautentwicklungen in den slavischen Dialekten der Wojewodschaft Koszalin (polnisch: Dawne słowiańskie dialekty województwa koszalińskiego. Najstarsze zmiany fonetyczne), verteidigt 1971 und veröffentlicht 1973, wurde in der Begutachtung als habilitationsäquivalent bewertet („spełniająca kryteria rozpraw habilitacynych“).
Während des Kriegsrechts in der Volksrepublik Polen war Rzetelska-Feleszko politischen Repressionen ausgesetzt, da sie sich führend in der Gewerkschaftsbewegung Solidarność engagierte. Ihre Habilitationsschrift über die Toponyme auf -ica (polnisch: Rozwój i zmiany topononimicznego formantu -ica na obszarze zachodniosłowiańskim) konnte 1978 nur gekürzt erscheinen und die Erlangung der Professur verzögerte sich bis 1988. Nach der Unabhängigkeit Polens gelang es ihr, ihre wissenschaftlichen Kontakte zu erneuern und Wissenschaftler aus zahlreichen slavischen Ländern und aus Deutschland für eine große Enzyklopädie der Slavischen Onomastik zusammenzubringen, die schließlich 2002–2003 in zwei Bänden erscheinen konnte. In weiteren Arbeiten befasste sich Rzetelska-Feleszko u. a. mit den Fluss- und Ortsnamen in Pommern und in den Gebieten von Koszalin und Szczecin. Neben Untersuchungen zum Polnischen legte sie auch solche zu Sorbisch, Kaschubisch, Pomoranisch, Polabisch und Ukrainisch vor. Im Kontext der Onomastik bearbeitete sie ebenso theoretische, strukturelle und kulturelle Fragen wie die Situation sprachlicher und ethnischer Minderheiten. Immer war sie dabei die treibende Kraft in engagierten Arbeitsgruppen. Das wissenschaftliche Œuvre von Rzetelska-Feleszko umfasst insgesamt über 340 Positionen. Eine Bibliographie ihrer Schriften bis 1997 findet sich in dem Sammelband Onomastyka i Dialektologia.
Auch die deutschen Ortsnamen in Polen, die in zwei Wellen zunächst mit der Bauernkolonisation im 13.–15. Jahrhundert und dann wieder in der Zeit der Teilung Polens vom Ende des 18. Jahrhunderts bis 1945 entstanden waren, gehörten zu den Forschungsinteressen von Rzetelska-Feleszko. In einer Studie von 1993 stellt sie fest, dass auf dem Gebiet des heutigen Zentral- und Ostpolens deutsche Ortsnamen sehr selten sind, dass sie im – kontinuierlich polnisch besiedelten – Norden und Westen des Landes etwa zwei bis acht Prozent aller Ortsnamen ausmachen und dass ihnen in den nach 1945 zu polnischem Staatsgebiet gewordenen Landesteilen ein Anteil zwischen 20/30 und 50 Prozent zukommt.

## Funktionen und Mitgliedschaften
Rzetelska-Feleszko hatte zahlreiche Leitungsfunktionen inne. Von 1990 bis 1996 war sie Direktorin des Instituts für Slavistik der Polnischen Akademie der Wissenschaften in Warschau. Ab 1993 leitete sie die Slavistische Sprachkommission der Abteilung I der Wissenschaftlichen Gesellschaft Warschau (polnisch: Towarszystwo Naukowe Warszawy) und ab 1995 war sie Generalsekretärin dieser Gesellschaft. Als Expertin arbeitete sie u. a. in der Kommission zur Festlegung von Ortsnamen und physiographischen Objekten (polnisch: Komisja Ustalania Nazw Miejscowych i Obiektów Fizjograficznych – KUNMiOF) mit. Rzetelska-Feleszko war außerdem Mitglied in nationalen und internationalen wissenschaftlichen Fachgesellschaften, u. a. im International Committee (Council) of Onomastic Sciences (ICOS) und der International Society for Dialectology and Geolinguistic.

## Ehrungen
Rzetelska-Feleszko erhielt 2007 die Ehrenmitgliedschaft und Medaille der Wissenschaftlichen Gesellschaft Warschau; 2008 wurde ihr das Ehrendiplom der Abteilung I Gesellschaftswissenschaften dieser Gesellschaft zuerkannt. 1997 wurde sie mit einer Festschrift zu Onomastik und Dialektologie geehrt.

## Privates
Rzetelska-Feleszko war in zweiter Ehe mit dem Slavisten und Balkanisten Kazimierz Feleszko (1939–2001) verheiratet. Ihre Gebeine ruhen im Familiengrab in Grabowo in der Gemeinde Mrągowo (Wojewodschaft Warmia i Mazury).

## Veröffentlichungen (Auswahl)

### Linguistik
- 1973: Dawne słowiańskie dialekty województwa koszalińskiego. Najstarsze zmiany fonetyczne. (Dissertation)
- 1993: Niemieckie nazwy miejscowe w Polsce [Die deutschen Ortsnamen in Polen]. In: Acta Universitatis Lodziensis. Folia Linguistica 27, S. 237–281.
- 1998 (Redaktion): Polskie nazwy własne. Encyklopedia (1998). Warszawa: Wydawn. Instytutu Języka Polskiego PAN, ISBN 83-85579-89-3 (2. Aufl. Kraków: Wydawnictwo Instytutu Języka Polskiego PAN 2005, ISBN 83-88866-25-7).
- 2002, 2003 (Redaktion mit Jerzy Duma; Aleksandra Cieślikowa): Słowiańska Onomastyka: Encyklopedia. 2 Bde. Tow. Naukowe Warszawskie, Warszawa, ISBN 83-907328-7-4

### Autobiographie
- 2008: Życie we wspomieniach [Leben in Erinnerungen]. Warszawa – Kraków.

### Festschrift
- Hanna Popowska-Taborska; Jerzy Duma (Hrsg.) (1997): Onomastyka I Dialektologia: Prace Dedykowane Pani Profesor Ewie Rzetelskiej-Feleszko. Instytut Slawistyki (Polska Akademia Nauk), Slawistyczny Ośrodek Wydawniczy, Warszawa ISBN 83-86619-32-5